# Кеша
Кеша Роуз Себерт (енгл. Kesha Rose Sebert; Лос Анђелес, 1. март 1987) америчка је певачица и текстописац. Током 2005, са 18 година, Кеша је потписала уговор са издавачком кућом Kemosabe Records. Њен први већи успех уследио је 2009. када је са америчким репером Фло Рајдом издала број један сингл Right Round.
Кешина музика и имиџ довели су је до непосредног успеха. Освојила је два прва места у САД на Билборд 200 са албумима Animal и Rainbow, као и шесто место са албумом Warrior.
Кешина каријера била је на паузи између албума Warrior и Rainbow због правног спора са бившим продуцентом Др. Луком, који траје од 2014. Низ суђења, колективно познати као Кеша протид Др. Лука, размениле су две стране у којима га је Кеша оптужила за физичко, сексуално и емотивно злостављање и дискриминацију у вези са запошљавањем, док Др. Лук тврди да Кеша крши уговор и клевету. Кеша је добила неколико награда и номинација. Од новембра 2013, најављено је да је она продала више од 59 милиона копија албума у САД и више од 76 милиона копија албума широм света.

## Биографија

### Младост
Рођена је у Лос Анђелесу, Калифорнија и одрасла је са самохраном мајком у веома лошој финансијској ситуацији. Њена мајка, Пиб Себерт, такође певачица, водила је Кешу на своје наступе и снимања у студијима. Кеша има два брата, старијег и млађег. Сви су се заједно са мајком 1991. године преселили у Нешвил, Тенеси где је Кеша провела остатак свог живота. Породица Себерт се појавила у епизоди Wedding Planner, у трећој сезони серије Simple life, као домаћин. Иако је имала добар успех у школи, Кеша се исписала са седамнаест година како би се посветила музичкој каријери.

### Каријера
На почетку, Кеша је преживљавала тако што је зарађивала веома ниске плате од пар наступа. Једном се ушуњала у кућу музичара Принса, са надом да ће га убедити да буде продуцент њене музике. Њена песма Former Overexposed Blonde се појавила у серији Degrassi: The Next Generation, док су Backstabber и Chain Reaction биле коришћене у серији The Hills. Она је такође коаутор сингла This Love бенда Вероникас.
Кеша је певала пратеће вокале за песму Lace and Leather Бритни Спирс и појављује се у споту за сингл I Kissed a Girl, њене пријатељице Кејти Пери.
Кеша је на себе скренула пажњу медија након што се појавила у синглу репера Фло Рајда Right Round. Убрзо, објављено је да је потписала уговор са кућом RCA Records и да ради на свом деби албуму, који је изашао 1. јануара 2010. године.
Њен први сингл, TiK ToK, званично је изашао у Сједињеним Америчким Државама 5. октобра 2009. године. Њена песма Boots and Boys се нашла у епизоди нове сезоне серије Мелроуз Плејс. Године 2009. се појавила на фестивалу Лолапалуза. Исте године, је била коаутор за песме Мајли Сајрус са ЕП-а The Time of Our Lives и такође се појавила на албумима репера Питбула и Тејоа Круза.
Кеша се затим поново појавила у синглу Touch Мe. Исте године је подржала музичара Келвина Хариса на његовој турнеји у Уједињеном Краљевству.
Године 2013. је издала последњи сингл и направила је паузу у музичкој каријери због здравствених и физичких проблема изазваних од њеног продуцента (Др Лук).
Крајем 2016. ослободила се Др. Лука. Дана 11. августа 2017. је објавила повратнички албум Rainbow. Својим повратком је одбацила псеудиним Ke$ha.

## Дискографија

### Студијски албуми
- (2010)
- (2012)
- (2017)
- (2020)
- (2023)
- (2025)

### Спотови
| Спот                      | Година | Режисер                      |
| ------------------------- | ------ | ---------------------------- |
| Tik Tok                   | 2009   | Syndrome                     |
| Blah Blah Blah            | 2010   | Брендан Малој                |
| Your Love Is My Drug      | 2010   | Honey                        |
| Take It Off               | 2010   | Пол Хунтер,Dori Oskowitz     |
| Dirty Picture             | 2010   | Алекс Херон                  |
| Stephen                   | 2010   | SKINNY                       |
| Animal                    | 2010   | SKINNY                       |
| We R Who We R             | 2010   | Хјуп Вилијамс                |
| Blow                      | 2011   | Крис Марс Пилиеро            |
| Die Young                 | 2012   | Дарен Креиг                  |
| C'Mon                     | 2013   | Дарен Креиг                  |
| Crazy Kids                | 2013   | Дарен Креиг                  |
| Dirty Love                | 2013   | Кеша                         |
| Timber                    | 2013   | Davis Rousseau               |
| Praying                   | 2017   | Џонас Акерлунд               |
| Woman                     | 2017   | Кеша,Лаган Себерт            |
| Learn to Let Go           | 2017   | Исак Равишанкара             |
| Good Old Days             | 2017   | Џони Валенсија               |
| Rainbow                   | 2017   | —                            |
| I Need a Woman to Love    | 2018   | Лаган Себерт                 |
| Hymn                      | 2018   | Исак Равишанкара             |
| Here Comes The Change     | 2018   | Џонас Акерлунд               |
| Body Talks                | 2018   | Лаган Себерт                 |
| Raising Hell              | 2019   | Luke Gilford                 |
| My Own Dance              | 2019   | Allie Avital                 |
| High Road                 | 2020   | MAGIC SEED                   |
| Little Bit Of Love        | 2020   | Kesha, Jonah Best & Mr Peep$ |
| Stronger                  | 2021   | Andrew Donoho                |
| Fancy Like                | 2021   |                              |
| Only Love Can Save Us Now | 2023   |                              |
| Joyride                   | 2024   |                              |
| Boy Crazy                 | 2025   |                              |